# Боярская (Бекетовский сельсовет)
Боярская — деревня в Вожегодском районе Вологодской области.
Входит в состав Бекетовского сельского поселения, с точки зрения административно-территориального деления — в Бекетовский сельсовет.
Расстояние по автодороге до районного центра Вожеги — 52 км, до центра муниципального образования Бекетовской — 0,5 км. Ближайшие населённые пункты — Бекетовская, Гашково, Бор.
По переписи 2002 года население — 45 человек (24 мужчины, 21 женщина). Всё население — русские.